# Ronald Grigor Suny
Ronald Grigor Suny (ur. 25 września 1940) – amerykański historyk i politolog pochodzenia ormiańskiego, sowietolog. 

## Życiorys
Urodził się w Filadelfii w rodzinie ormiańskiej. Absolwent Swarthmore College (1962). Doktorat w 1968 na Columbia University. Był profesorem University of Michigan, następnie University of Chicago. Jest zaliczany do grona rewizjonistów. Zajmuje się historią ZSRR i postsowieckiej Rosji, nacjonalizmem oraz konfliktami etnicznymi na tym terenie. Zajmuje się też dziejami Kaukazu i Ludobójstwem Ormian. 

## Wybrane publikacje

### Monografie
- The Baku Commune, 1917-1918: Class and Nationality in the Russian Revolution, Princeton University Press 1972.
- Armenia in the Twentieth Century, Scholars Press 1983.
- The Making of the Georgian Nation, Indiana University Press 1988, (wyd. 2 - 1994).
- Looking Toward Ararat: Armenia in Modern History, Indiana University Press 1993.
- The Revenge of the Past: Nationalism, Revolution, and the Collapse of the Soviet Union, Stanford University Press 1993.
- The Soviet Experiment: Russia, the USSR, and the Successor States, Oxford University Press 1998.
- "They Can Live in the Desert but Nowhere Else": A History of the Armenian Genocide, Princeton, NJ: Princeton University Press 2015.

### Prace redakcyjne
- Party, State, and Society in the Russian Civil War: Explorations in Social History, Indiana University Press 1989.
- The Russian Revolution and Bolshevik Victory: Visions and Revisions, D. C. Heath 1990.
- Making Workers Soviet: Power, Culture, and Identity, Cornell University Press, 1994.
- Becoming National, Oxford University Press 1996.
- Transcaucasia, Nationalism and Social Change: Essays in the History of Armenia, Azerbaijan, and Georgia, Michigan Slavic Publications, 1983 (wyd. 2 - University of Michigan Press 1996).
- Intellectuals and the Articulation of the Nation, University of Michigan Press 1999.
- A State of Nations: Empire and Nation-making in the Age of Lenin and Stalin, Oxford University Press 2001).
- The Structure of Soviet History: Essays and Documents, Oxford University Press 2003.
- The Cambridge History of Russia, vol. 3: The Twentieth Century, Cambridge University Press 2006.